# Гарольд Герат
Дешабанду Джеймс Едвард Герат Гарольд, відомий як Гарольд Герат(10 березня 1930 — 31 серпня 2007) — шрі-ланкійський політик і міністр закордонних справ Шрі-Ланки (1991—1993). .

## Життєпис
Герат був найвидатнішим міністром закордонних справ при президенті Ранасінгхе Премадаса з 1991 по 1993 рік. Він увійшов до парламенту, перемігши вибори у виборчому окрузі Путталам 1977 року, і був депутатом до 2000 року, не взявши участь у парламентських виборах 2001 року. Він також володів портфелями міністра юстиції та міністра розвитку кокосового горіха.
У 2005 році Гарольду Герату було присвоєно національну честь і звання Дешабанду президентом Чандрікою Кумаратунга. Гарольд Герат помер 31 серпня 2007 року після короткої хвороби, йому було 77 років. Він був одружений з Гвен Герат, колишнім членом провінційної ради та президентом Асоціації крикетів жінок Шрі-Ланки (WCASL), він був батьком трьох дітей.